# Onthophagus sangwalus
Onthophagus sangwalus là một loài bọ cánh cứng trong họ Bọ hung (Scarabaeidae).